# IC 2456
IC 2456 је спирална галаксија у сазвјежђу Рис која се налази на листи објеката дубоког неба у Индекс каталогу.
Деклинација објекта је + 34° 40' 29" а ректасцензија 9h 17m 24,3s. Привидна величина (магнитуда) објекта IC 2456 износи 14,8 а фотографска магнитуда 15,6. IC 2456 је још познат и под ознакама NPM1G +34.149, PGC 3088630.